# Montblanc (bedrijf)
Montblanc is een Duits bedrijf voor luxegoederen, gespecialiseerd in schrijfinstrumenten, horloges en accessoires (lederwaren, brillen, juwelen, parfums). Het hoofdkwartier is in Hamburg. Het is een onderdeel van Richemont.
Het witte zeshoekige sterretje in het logo van Montblanc verwijst naar de besneeuwde top van de Mont Blanc.

## Geschiedenis

### Vulpennen

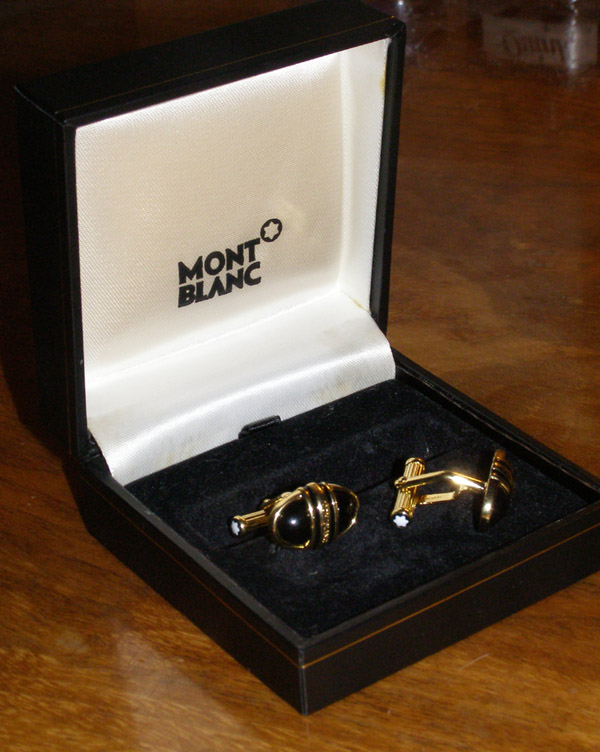
Montblanc manchetknopen

In 1906 startten Alfred Nehemias, een Hamburgse bankier, en August Eberstein, een Berlijnse ingenieur, in Berlijn met een bedrijf voor vulpennen, onder naam Simplizissimus-Füllhalter. In 1908 werd de naam veranderd in Simplo Filler Pen Company, en in 1908 vestigde het bedrijf zich in Hamburg. De naam verwees naar de "Simplo"-vulpen met ingebouwd inktreservoir, die eenvoudig in het gebruik was.
In 1910 werd een verbeterde vulpen uitgebracht met de naam "Montblanc". Die naam werd in 1910 geregistreerd als handelsmerk en van dan af gebruikt voor alle schrijfinstrumenten van het bedrijf. In 1924 werd de "Meisterstück" vulpen uitgebracht, het topmodel dat gedurende tientallen jaren in diverse versies is geproduceerd. Het bekendste "Meisterstück"-model, de 149, wordt sedert 1952 gemaakt en is sindsdien nauwelijks veranderd. Kenmerkend is het getal "4810" dat sinds 1930 op de pennen is gegraveerd, een verwijzing naar de hoogte van de Mont Blanc. In 1934 veranderde men de naam van het bedrijf opnieuw, nu in Montblanc-Simplo GmbH. Na de overname van een producent van lederwaren verkocht Montblanc vanaf 1935 ook lederwaren accessoires zoals pennenzakken en notaboekjes.
In de jaren 1980 nam de Dunhill Holding Montblanc over. Die zou later opgaan in Richemont, het luxeconglomeraat waartoe onder meer de luxemerken Cartier, Vacheron Constantin, Jaeger-LeCoultre en IWC behoren.

### Uitbreiding
Het productgamma van Montblanc werd nadien nog uitgebreid met accessoires voor mannen zoals manchetknopen in 1996, horloges van Zwitsers fabricaat in 1997, brillen, juwelen en een eerste parfum in 2001. Hiervoor werd beroep gedaan op Cosmopolitan Cosmetics van Wella. Na de overname van Wella kwamen de Montblancparfums bij Procter & Gamble terecht, maar in 2010 werden ze ondergebracht bij het bedrijf Inter Parfums dat onder meer de parfums van Burberry en Paul Smith ontwerpt.

### Horloges
Sinds 1997 maakt Montblanc ook horloges. Ze worden op twee plaatsen in Zwitserland gemaakt. Aanvankelijk bestond alleen de vestiging in het horlogemakersstadje Le Locle. In 2007 nam Montblanc het horlogebedrijf Minerva in Villeret over. Een bijzondere horloge die hier geproduceerd wordt is de Montblanc Meisterstück Heritage Pulsograph. Hier zit een polsslagmeter ingebouwd ("pulsograph").

## Duurste pen ter wereld
In 1983 werd een vulpen in goud van 18 karaat op de markt gebracht: de Meisterstück Solitaire 149. Dit was toen de duurste pen ter wereld en ze werd opgenomen in het Guinness Book of Records. In 1994 nam de Meisterstück Solitaire Royal dit record over. Deze pen was bezet met 4810 diamanten.

## Marketing

### Sponsoring
Sedert 2004 doneert Montblanc jaarlijks meer dan 1 miljoen dollar aan UNICEF via diverse campagnes, waaronder "Sign up for the right to write" (2005) en "The Power to write" (2007).
Montblanc steunt verschillende kunst- en cultuurprogramma's. De "Young Artists Patronage Award" van Montblanc laat jonge kunstenaars toe hun werk in Montblanc-boetieken te tonen. Via de stichting "Entreprise Montblanc de la Culture" kent het bedrijf sedert 1995 de internationale "Montblanc de la Culture Arts Patronage Award" toe aan een moderne kunstmecenas. De prijs is toegekend aan onder meer Gian Carlo Menotti.

### Bekende personen
- In 1963 bezocht president John F. Kennedy de stad Keulen. Toen hij het gulden boek van de stad wilde ondertekenen, merkte hij dat hij zijn pen vergeten was. Snel bood de Duitse bondskanselier Konrad Adenauer hem zijn Meisterstück 149 aan.[6]
- In advertenties doet Montblanc beroep op "ambassadeurs" uit de culturele wereld, artiesten die bij een breed publiek bekend zijn. Enkele van die brand ambassadors zijn de pianist Lang Lang, de actrice Eva Green en de operazangeres Katherine Jenkins[7] of de Indische acteur Anil Kapoor en zijn dochter Sonam Kapoor.[8]
- In 2011 werd Montblanc gevraagd om een speciale pen te ontwerpen om de huwelijksakte van Albert II van Monaco en Charlene Wittstock te ondertekenen.

### Limited editions
Sinds 1992 brengt MontBlanc jaarlijks twee nieuwe pennen uit in beperkte oplage: de Limited Edition Writers en de Limited Edition Patron of Art. Hiermee willen ze eer betonen aan respectievelijk een schrijver en een kunstmecenas van de voorbije eeuwen. Ze worden gemaakt in een oplage van 4810 exemplaren en sommige van 888 exemplaren. Sinds 2009 wordt ook een Great Character Edition vervaardigd ter ere van grensverleggende historische figuren. De Diva Line herdenkt sterke, 20e-eeuwse vrouwen. Hiernaast zijn er nog enkele andere reeksen beperkte uitgaven.
Bij de Limited Edition Writers werd in 1996 een Alexandre Dumas Limited Edition uitgebracht. Per vergissing werd op de eerste pennen de handtekening gezet van zijn zoon, die eveneens Alexandre heette. De pennen werden snel teruggeroepen, maar enkele waren reeds verkocht en zijn intussen dure verzamelobjecten.